# Pieve Delmona
Pieve Delmona è una frazione del comune cremonese di Gadesco-Pieve Delmona, al cui toponimo contribuisce, posta a nord del centro abitato. Pieve Delmona confina con le altre frazioni di Gadesco-Pieve Delmona, le quali sono San Pietro, Ardole San Marino, Ca' de Mari e Gadesco, e con i comuni circostanti di Vescovato e Levata. Il nome Pieve Delmona deriva dal Delmona, un corso d'acqua che attraversa tutto il territorio della frazione. 

## Storia
La località era un piccolo villaggio agricolo di antica origine del Contado di Cremona con 350 abitanti a metà Settecento.
In età napoleonica, dal 1810 al 1816, Pieve Delmona fu già frazione di Gadesco, recuperando però l'autonomia con la costituzione del Regno Lombardo-Veneto.
All'unità d'Italia nel 1861, il comune contava 534 abitanti. Nel 1866 si ingrandì incorporando Bagnarolo, e nel 1869 con Prato Muzio. Ad inizio Novecento la popolazione era salita a 1195 persone.
Nel 1928 il comune di Pieve Delmona venne annesso dal comune di Gadesco, rinominato dai fascisti Gadesco-Pieve Delmona.